# Мелоццо да Форлі
Мело́ццо да Фо́рлі (італ. Melozzo da Forli), справжнє ім'я — Ма́рко дей Амбро́джі (італ. Marco degli Ambrogi; 8 червня 1438, Форлі — 8 листопада 1494, Форлі) — італійський художник.

## Життя
Походив із Форлі, учень живописця Ансуїно да Форлі. На становлення його як живописця великий вплив зробила творчість художньої школи Форлі, де домінували Андреа Мантенья і П'єро делла Франческа.
Його ім'я вперше згадується у Форлі у 1460 та 1464 роках. У цей період він разом з Антоніаццо Романо розписує базиліку Санті Апостолі в Римі. Після цього між 1465—1475 роками Мелоццо перебирається до Урбіно. Там він зустрічається з П'єро делла Франческа, твори котрого мали сильний вплив на його творчість, і використовує перспективу. Тут він вивчає архітектуру у Браманте та техніку малюнку у фламандських майстрів, працює для графа Фредеріко да Монтефельтро.
У 1476-1481 знову працював у Римі. До того часу відноситься один з його найкращих творів — розпис бібліотеки Ватикану. Від цього розпису зберігся фрагмент «Заснування Ватиканської бібліотеки папою Сікстом IV» (1477 рік, Ватиканська пінакотека). Композиція, що нагадує роботи П'єра делла Франческі, виконана як груповий портрет на тлі складного архітектурного інтер'єру бібліотеки.
Однією з останніх робіт Мелоццо була каплиця (тепер зруйнована) у церкві Санта-Марія у Трастевере. Після смерті Сікста IV у 1484 році Мелоццо їде у Лорето. Там він розмальовує фресками купол в захристі церкви Сан-Марко що будувалась кардиналом Джироламо Бассо делла Ровере.
У 1489 році да Форлі знову повертається в Рим та займається фресками в капелі св. Олени Церкви Святого Хреста в Єрусалимі.
У римський період були виконані розписи плафону абсиди церкви Санті Апостолі за замовленням кардинала. Від цього живопису уціліли два фрагменти: «Христос, що возноситься на небеса» (розташована на сходах Квірінальського палацу) і «Ангели, що грають на музичних інструментах» (у ризниці Собору Святого Петра).
Мелоццо помирає у листопаді 1494 року у Форлі. Похований у церкві Святої Трійці.
Інші відомі твори: розписи захристя Сан Марко у соборі у Лорето (1478 рік); фрески у Палаццо Дукале в Урбіно (1473—1475).

## Галерея

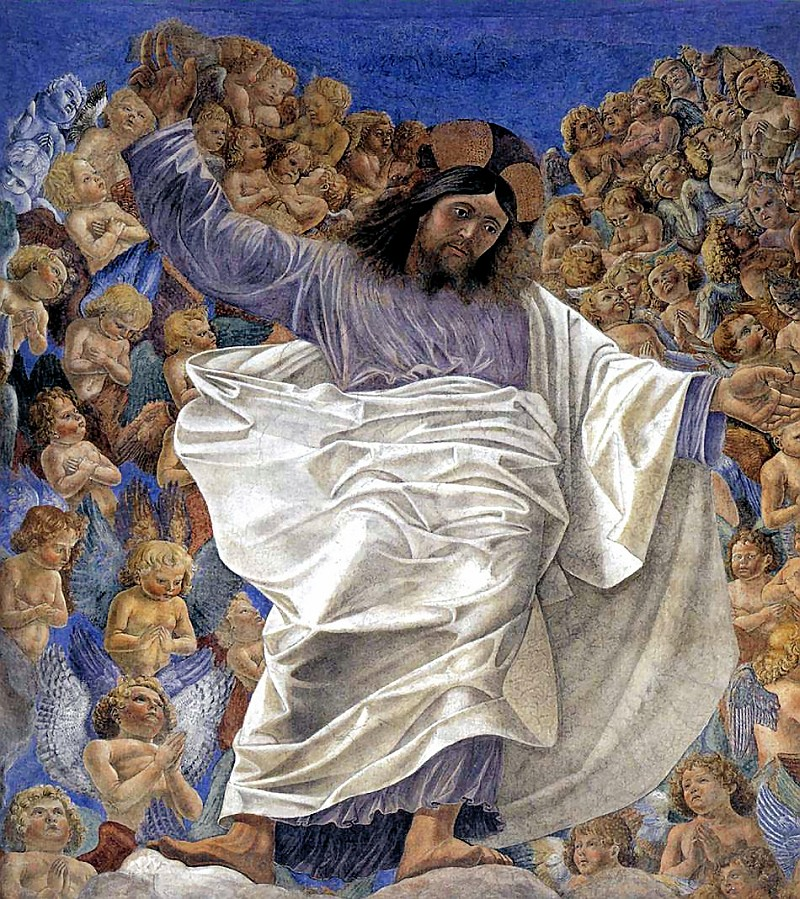
Христос тріумфатор, фреска у Квіринальському палаці (створена для Санті Апостолі)
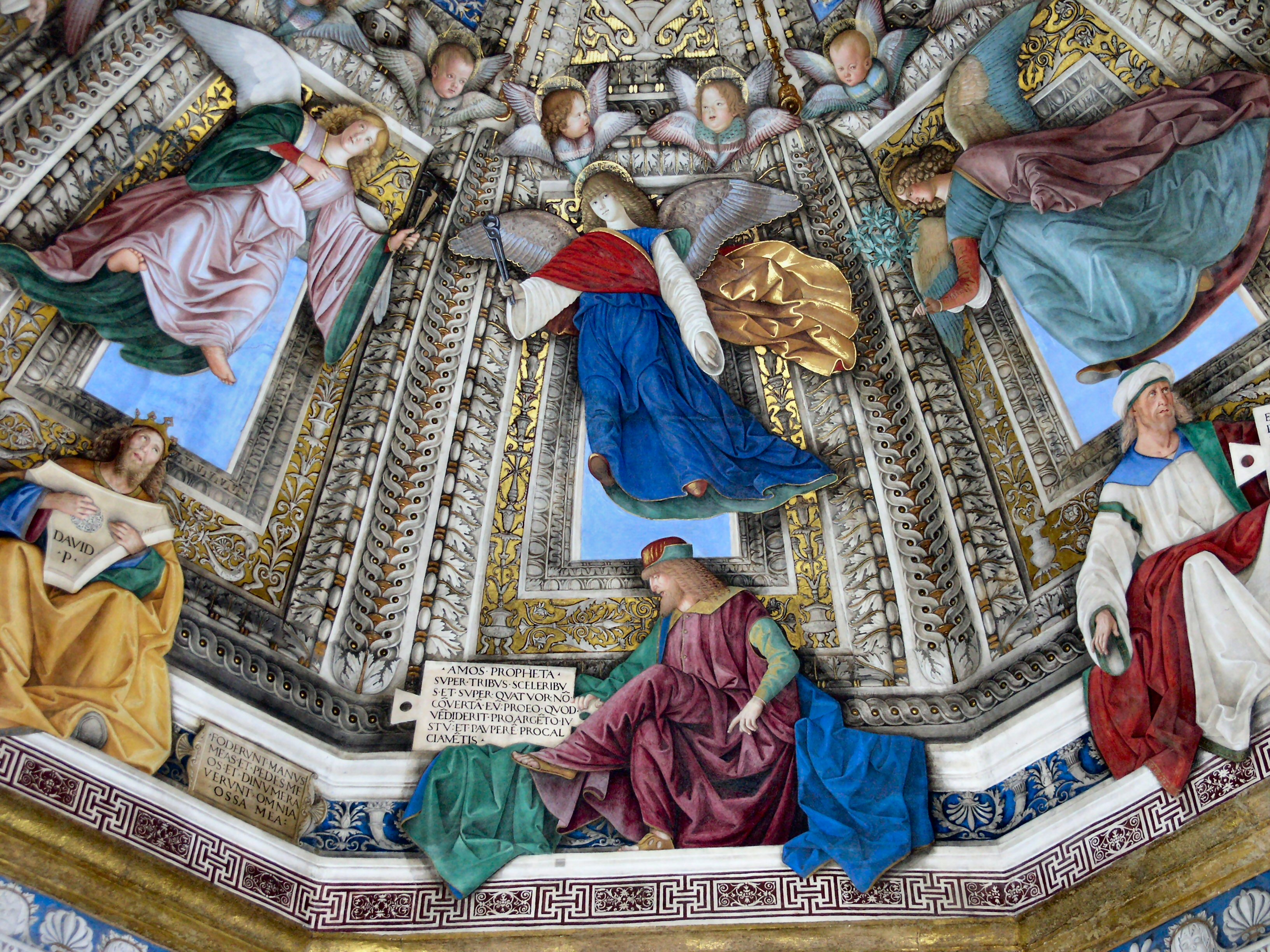
Деталь фрески в Базиліці Санта Каза (Лорето-Апрутіно)
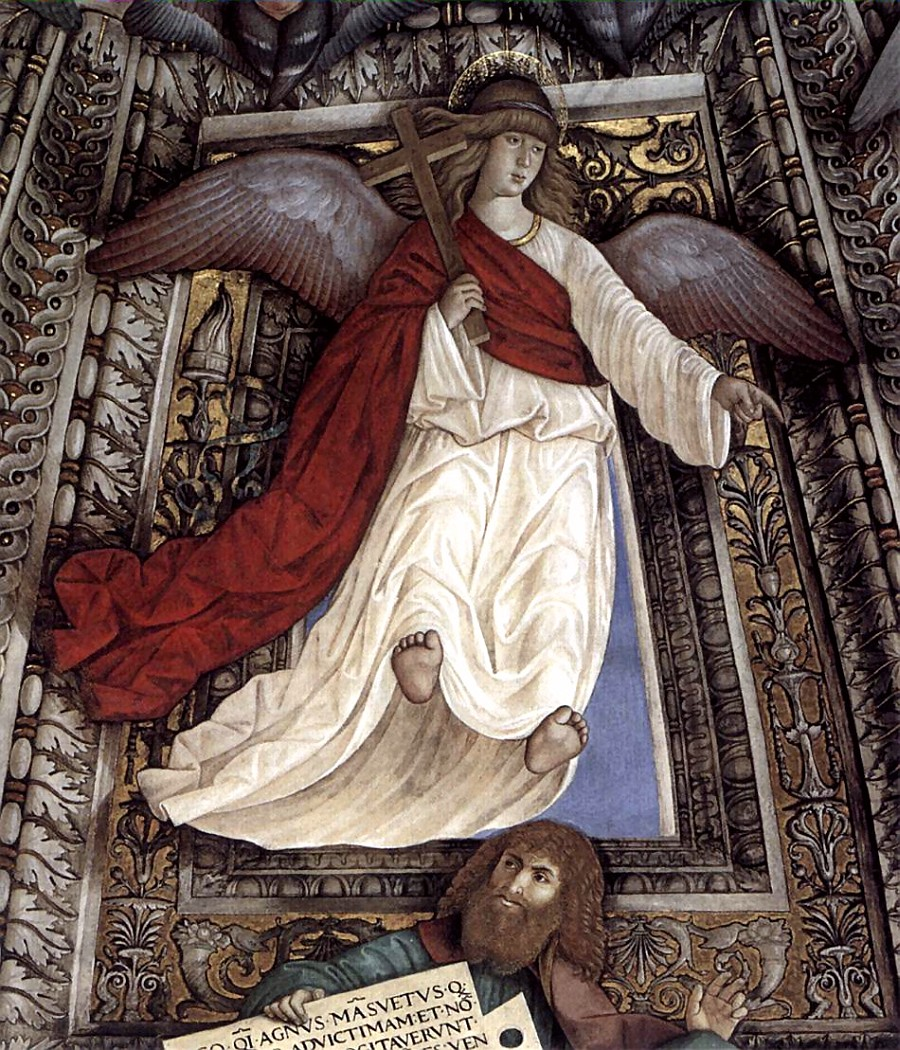
Ангел, деталь фрески в Базиліці Санта Каза (Лорето-Апрутіно)
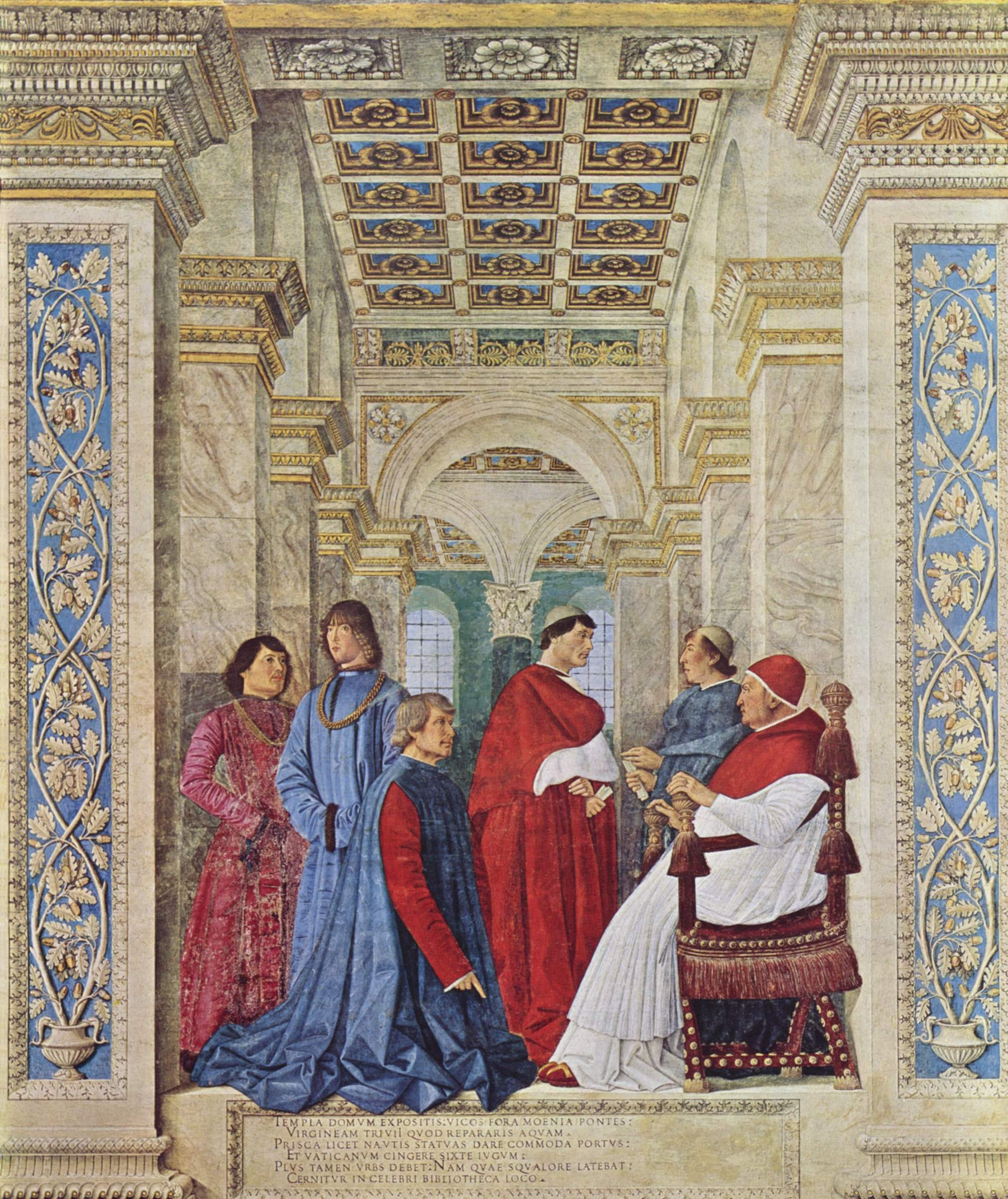
Папа Сікст IV призначає Бартоломео Платіна префектом Ватиканської бібліотеки, фреска у Ватиканських музеях
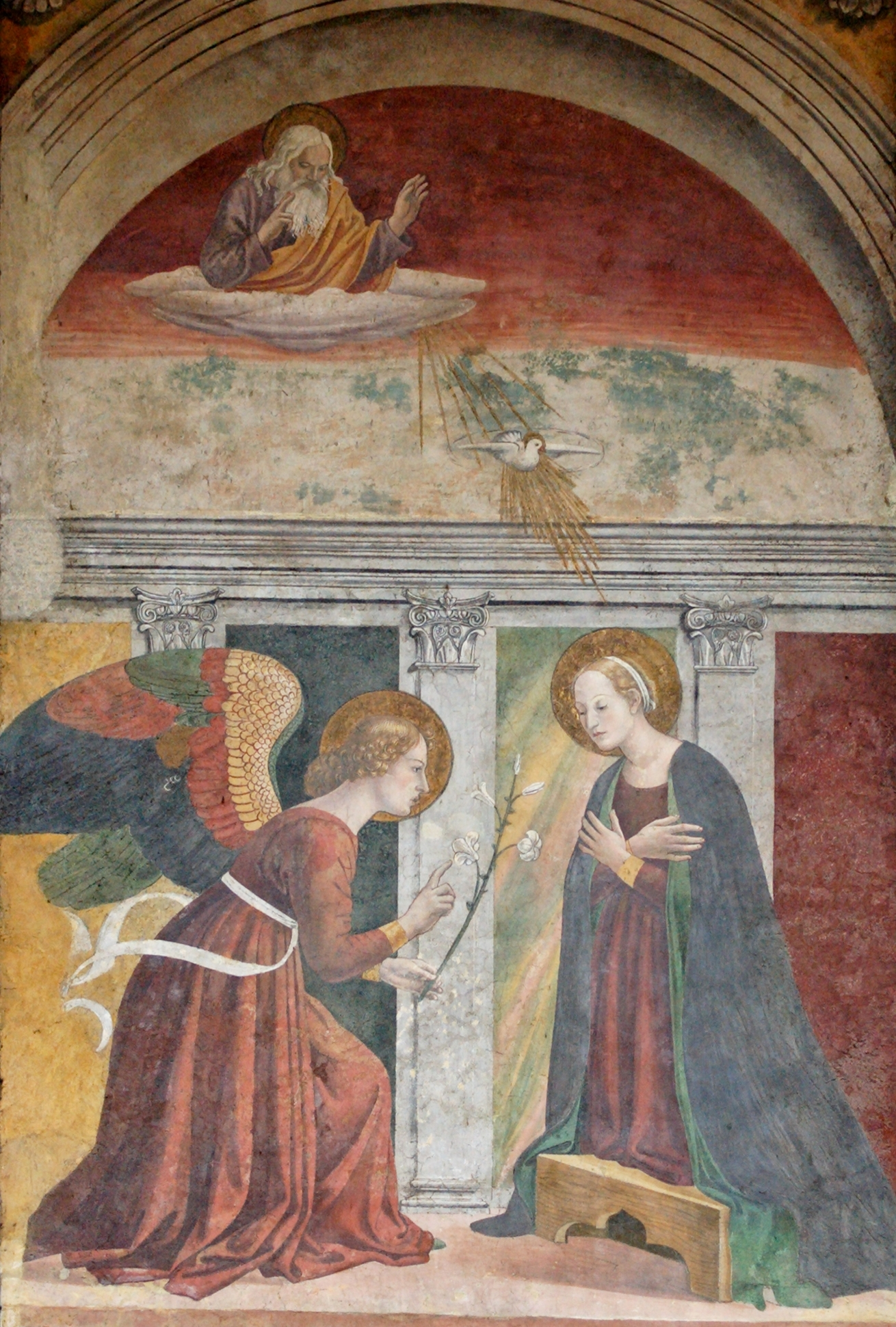
Благовіщення в Пантеоні в Римі.
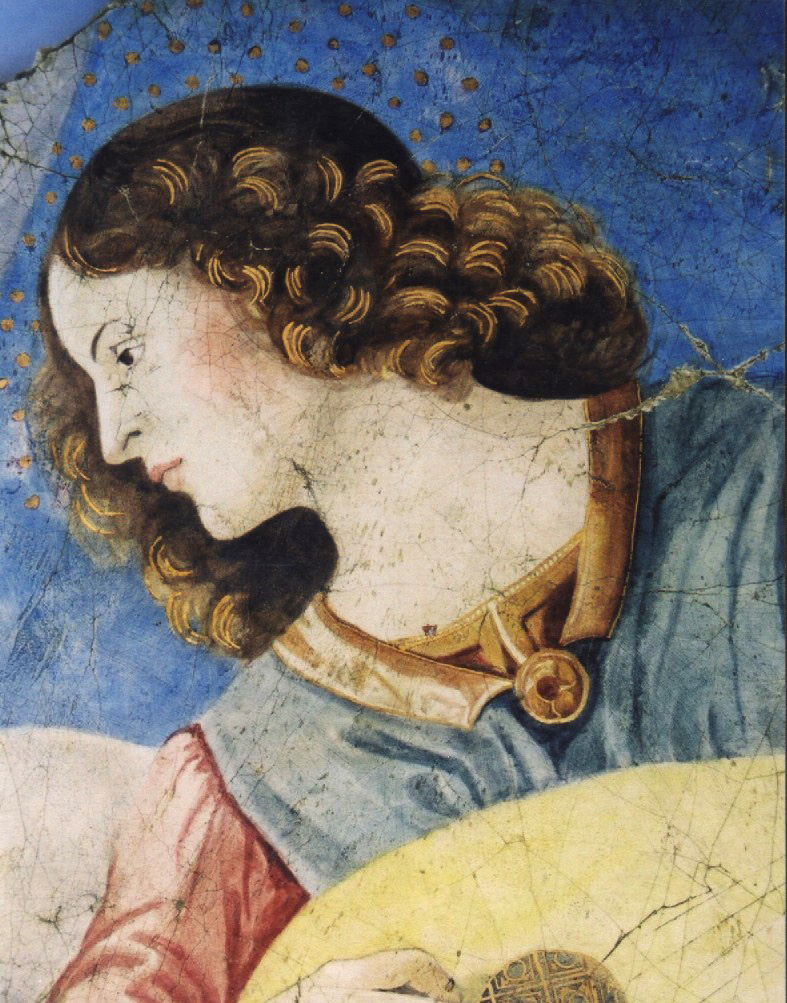
Фрагмент фрески Мелоццо да Форлі - Ангел з лютнею в Санті Апостолі

Selection of musician angels from fresco paintings of the Basilica dei Santi Apostoli, by Melozzo da Forli (Pinacoteca of the Vatican Museums)